# Волах, Йона
Йона Во́лах (ивр. יונה וולך‎, 10 июня 1944, Кфар-Оно, Палестина (ныне Кирьят-Оно, Израиль) — 29 сентября 1985, Израиль) — израильская поэтесса, писавшая на иврите. Считается революционной израильской феминисткой и постмодернисткой.
Йона была многообещающим молодым поэтом, но много лет пренебрегала своими талантами, употребляя наркотики и исследуя еврейский мистицизм, который повлиял на большую часть её творчества. Получила признание критиков лишь в конце 70-х годов.

## Биография
Родилась в семье выходцев из Бессарабии. Отец погиб в 1948 году во время Войны за независимость.
В 1960 году была исключена из школы за неуспеваемость.
Изучала живопись в Тель-Авивской художественной академии Авни (1961—1962). В 1965 году попала в клинику для душевнобольных.
В 1964 году опубликовала первое стихотворение («Би-львушан» — «В их одеждах») в литературном приложении газеты Едиот ахронот. В 1966 году выпустила первую книгу «Слова» (ивр. דברים‎). Входила в круг поэтов авангардного направления во главе с Меиром Визельтиром. Лауреат ряда литературных премий. Умерла от рака груди в возрасте сорока одного года.

## Переводы на русский
Стихи Волах в переводе на русском языке публиковались в сборнике стихов израильских поэтесс «Я себя до конца рассказала» (издательство «Библиотека-Алия», Иер., 1981) и в журнале «Ариэль», № 5, 1990.
На русский язык стихи Волах переводили Савелий Гринберг, Илья Зунделевич, Гали-Дана Зингер, Мария Сосновская, Шломо Крол и др.

## Признание
- В 1977 году удостоена литературной премии от муниципалитетов Тель-Авива и Холона,
- в 1978 году — премии имени Л. Эшколя.

Жизни и творчеству поэтессы посвящена книга И. Сарны «Иона Волах» (1993).

## Книги стихов
- «Слова» (ивр. דברים‎, 1966)
- «Два сада» (ивр. שני גנים‎, 1969)
- «Поэзия» (ивр. שירה‎, 1976)
- «Дикий свет» (ивр. אור פרא‎, 1983)
- «Формы» (ивр. צורות‎, 1985)
- «Шоу» (ивр. מופע‎, 1985)